# 宜宾县文化馆
宜宾县文化馆位于四川省宜宾县，是全民所有的公益性事业机构，从事该县群众文化活动组织、辅导、服务工作。

## 历史沿革
宜宾县文化馆建于1950年，前身可追溯到民国时期宜宾县民众教育馆，宜宾县文史馆。馆址变更如下：宜宾市县府街，宜宾县喜捷镇，宜宾市交通街，宜宾市小北街，宜宾县柏溪镇南华宫，宜宾县柏溪镇杨家祠，2003年迁至宜宾县柏溪镇桂花街至今。
- 宜宾县文化馆音乐干部詹亚琴在1950年代演唱的民歌《我望槐花几时开》风靡全国，并获得国际，国内多个大奖。同时期创作，演出的作品还有：《二郎担山赶太阳》，《妹儿回后家》等。

## 主要成员
- 邓岱 首任馆长
- 王建蓉（1956年--1989年）
- 王正平
- 眭云贵（1989年--1891年）
- 刘泰伟（1991年--1996年）
- 徐斌
- 田丽兮
- 周小川

## 主要活动
各种展出、演出，文艺创作，业余艺术教育。